# A Dark Truth
The Truth este un film thriller din 2013, regizat de Damian Lee, produs de Bill Marks si Gary Howsam.

## Prezentare
Jack Begosian, un fost agent CIA, în prezent prezentator talk-show la un post de radio, este angajat de Morgan Swinton pentru aflarea adevărului despre compania Clearbec, implicată într-un masacru în localitatea Tayca și zonele învecinate din Ecuador, țară aflată în America de Sud. Când sosește, el este implicat într-o situație violentă și haotică cu armata Ecuadorului pentru a-i scăpa pe Francisco Francis și familia sa care cunoșteau adevărul despre activitatea companiei Clearbec în provocarea unei epidemii de tifos.

## Distribuție
- Andy García ca Jack Begosian
- Kim Coates ca Bruce Swinton
- Deborah Kara Unger ca Morgan Swinton
- Eva Longoria ca Mia Francis
- Forest Whitaker ca Francisco Francis
- Devon Bostick ca Renaldo
- Steven Bauer ca Tony Green
- Al Sapienza ca Doug Calder
- Kevin Durand ca Tor
- Lara Daans ca Karen Begosian
- Peter DaCunha ca Jason Begosian
- Drew Davis ca Jesus Francis
- Claudette Lali ca mama lui Renaldo
- Arcadia Kendal ca Brooke Swinton
- Jim Calarco ca  Robert
- Millie Davis ca Saber Francis